# MD Helicopters MH-6 Little Bird
Le MH-6 Little Bird et sa variante armée le AH-6 sont des hélicoptères légers utilisés par les forces d'opérations spéciales américaines, dérivés du Hughes OH-6 Cayuse puis du Hughes MD 500 et produits par MD Helicopters.

## Développement

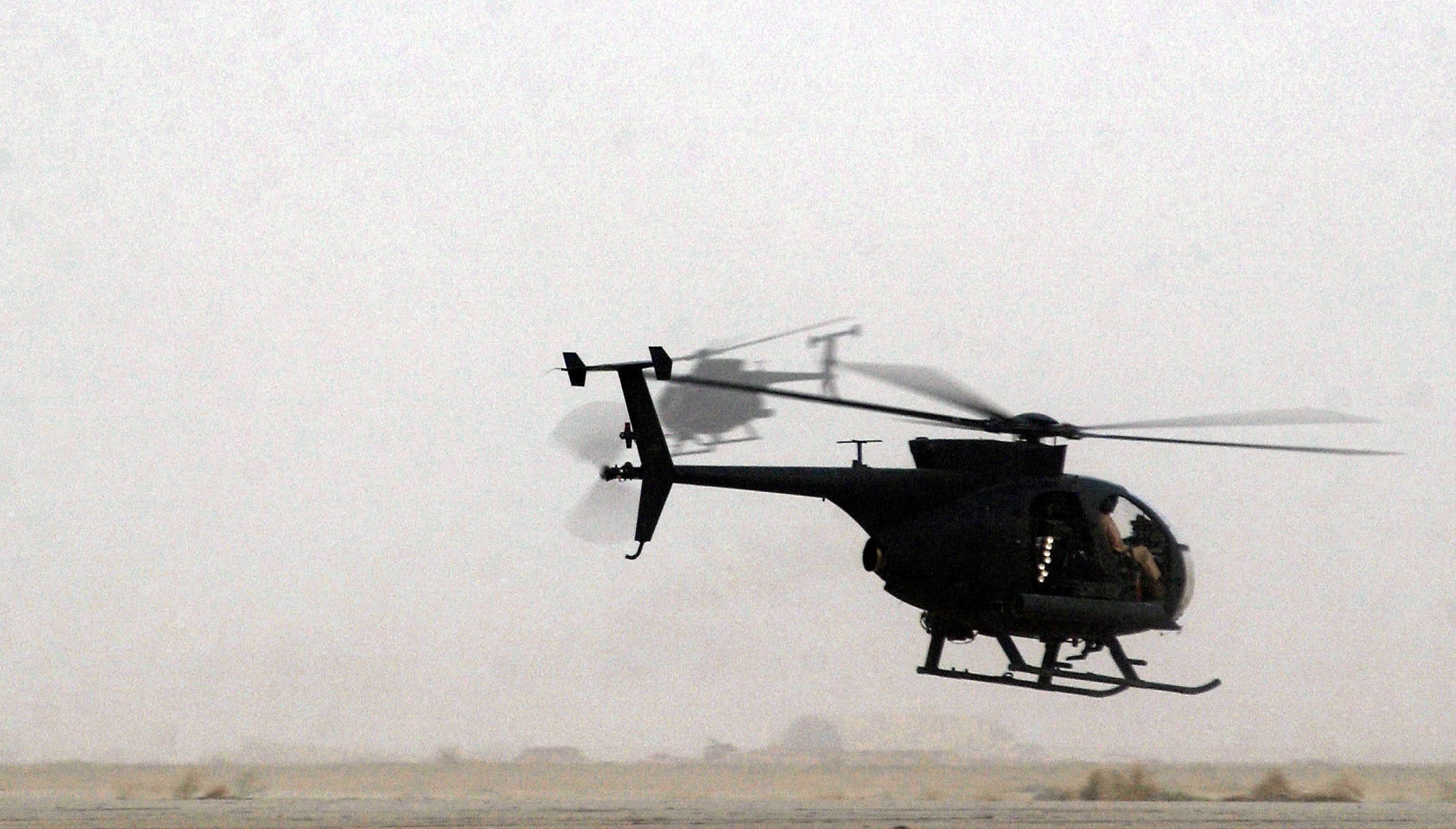
Deux AH-6J Little Birds lors de l'opération Liberté irakienne en 2003.

En 1960, l'armée américaine lança un appel d'offres pour développer un nouvel hélicoptère d'observation léger capable de remplir différents rôles. Douze compagnies prirent part à la compétition et Hughes proposa le Modèle 369, en concurrence avec les projets de Fairchild et Bell Helicopter.
Le premier prototype du Modèle 369 vola le 27 février 1963. À l'origine désigné sous l'appellation YHO-6A, puis YOH-6A, cinq prototypes équipés de moteurs Allison furent livrés à Fort Rucker en Alabama et remportèrent la compétition face aux autres modèles de Fairchild.
Élaboré sur la base d'un Hughes MD 500, lui-même dérivé d'un OH-6 Cayuse, cet appareil fut développé en deux versions : une version équipée de bancs extérieurs pour transporter jusqu'à trois unités commandos sur chaque côté; et une variante conçue pour les opérations d'attaque : le AH-6, peint en noir pour les opérations nocturnes, le AH-6 pouvait ainsi mener à bien de rapides missions d'infiltration et d'exfiltration d'unités des forces spéciales que le MH-60 Black Hawk ne pouvait faire.
En 2014, Boeing propose une nouvelle version, le MH-6I dont le client de lancement est les Forces armées saoudiennes pour 24 engins dans le cadre d'un contrat de 234 millions de dollars.

## Culture populaire
De nombreux médias exposent le MH-6 Little Bird.

### Cinéma
Le MH-6 Little Bird apparaît dans les films suivants :
- La Chute du faucon noir
- Braquage à l'italienne
- Last Action Hero

### Jeux vidéo
Il a également été exposé dans de nombreux jeux vidéo, la plupart du temps dans sa version armée AH-6:
- La série Arma:
  - Arma Armed assault
    - ARMA II
    - ARMA III (Il apparaît sous le nom de Humming bird)
- La série Call of Duty:
  - Call of Duty: Modern Warfare 2
  - Call of Duty: Modern Warfare 3
- La série Battlefield:
  - Battlefield 2: Modern Combat
  - Battlefield 3
  - Battlefield 4
- La série GTA:
  - Grand Theft Auto: The Ballad of Gay Tony (Il apparaît sous le nom de Buzzard)
  - GTA IV
  - GTA V
- la série Delta Force
  - Delta Force: Black Hawk Down
  - Delta Force: Black Hawk Down - Team Sabre
- Operation Flashpoint: Dragon Rising
- Tom Clancy's Ghost Recon Advanced Warfighter 2
- Joint Operations: Typhoon Rising
- Roblox : 
  - War Tycoon
  - Blackhawk Rescue Mission 5